# دندان‌واره‌غازسانان
دندان‌واره‌غازسانان (انگلیسی: Odontoanserae) کلادی پیشنهادی است که خانواده دندان‌واره‌داران و کلاد غازسانان در آن جای می‌گیرد.